# Росси, Альдо
Альдо Росси (итал. Aldo Rossi; 3 мая 1931 года, Милан — 4 сентября 1997 года, там же) — итальянский архитектор. Занимался архитектурным проектированием, строительством, живописью, графикой, а также теорией архитектуры.

## Биография
Альдо Росси родился в Милане в 1931 году. В 1959 году он окончил Миланский технический университет, получив архитектурное образование.
В 1960-е годы Альдо Росси в основном занимался теоретической работой, испытав влияние итальянского рационализма и неоклассической архитектуры. На его архитектурную практику оказали влияние работы итальянского художника, основателя метафизической школы живописи — Джорджо де Кирико.
В своих текстах Росси подвергал критике характерное для архитектурно-градостроительной практики 1960-х годов отношение к городской среде. Архитектор подверг сомнению представление о том, что город должен проектироваться и создаваться как единовременно возникающий объект, существующий вне времени. Города, по мнению Росси, имеют тенденцию развиваться во времени и накапливать коллективную память. Несущий каркас города — это памятники архитектуры.
В своей архитектурной практике Альдо Росси представил неоклассические влияния, продолжив линию «метафизической архитектуры», формировавшейся в Италии в 1920—1930-х гг. (архитектура итальянского рационализма). Однако в отличие от архитекторов-рационалистов первой половины XX в. Росси работал с иными архитектурными формами, создавая проекты и постройки, являющиеся программными примерами архитектурного постмодернизма.
В конце 1970 — начале 1980-х гг. его теоретические и практические работы имели большое влияние. Архитектурная практика мастера, относящаяся к этому времени, служит наглядным примером его теоретических позиций, изложенных в таких трудах как «Архитектура города» («L’architettura della città», 1966), «Научная автобиография» («Autobiografia scientifica», 1981). В 1970—1990-е годы Росси не только проектировал различные здания, но также продолжал теоретическую работу и активно занимался дизайном мебели, предметов интерьера, посуды и т. д.
В 1990 году архитектор стал лауреатом Притцкеровской премии.
Альдо Росси погиб в 1997 году в автомобильной катастрофе в Милане.

## Основные проекты и постройки
- Квартал Галларатезе II (Gallaratese Quarter II), Милан, Италия (1974) совместно с архитектором Карло Аймонино[9]
- Квартал Щютценштрассе (Quartier Schützenstrasse) Берлин, Германия (1994—1998)[10][11]
- Кладбище Сан Катальдо (San Cataldo Cemetery), Модена, Италия[12][13][14]
- Театр Карло Феличе (Teatro Carlo Felice), Генуя, Италия[15]
- Палаццо Отель (Palazzo Hotel), Фукуока, Япония, (1986)[16]
- Каза Аврора (Casa Aurora), Турин, Италия, (1987)
- Музей Боннефантенмузеум (Bonnefantenmuseum), Маастрихт, Нидерланды, (1990—1995)[17]
- Ка' ди Коцци (Ca' di Cozzi), Верона, Италия (1997)[18]

## Фотографии

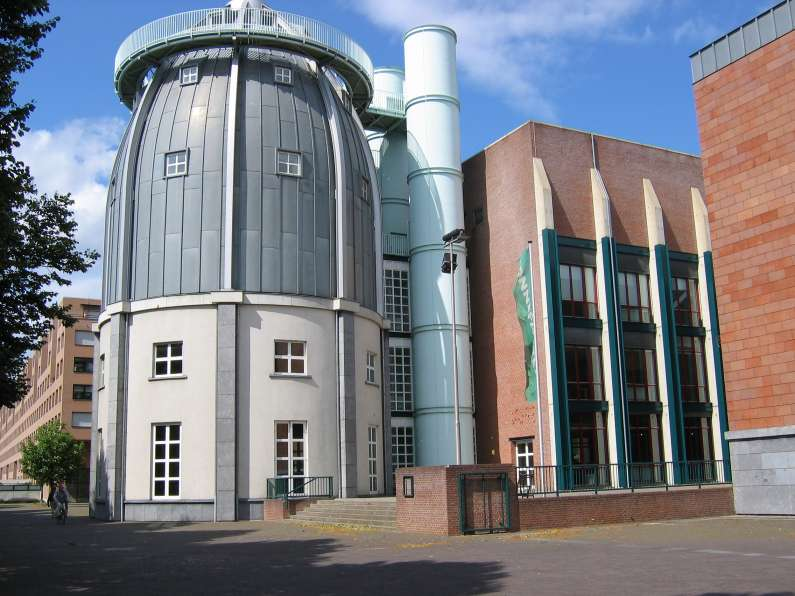
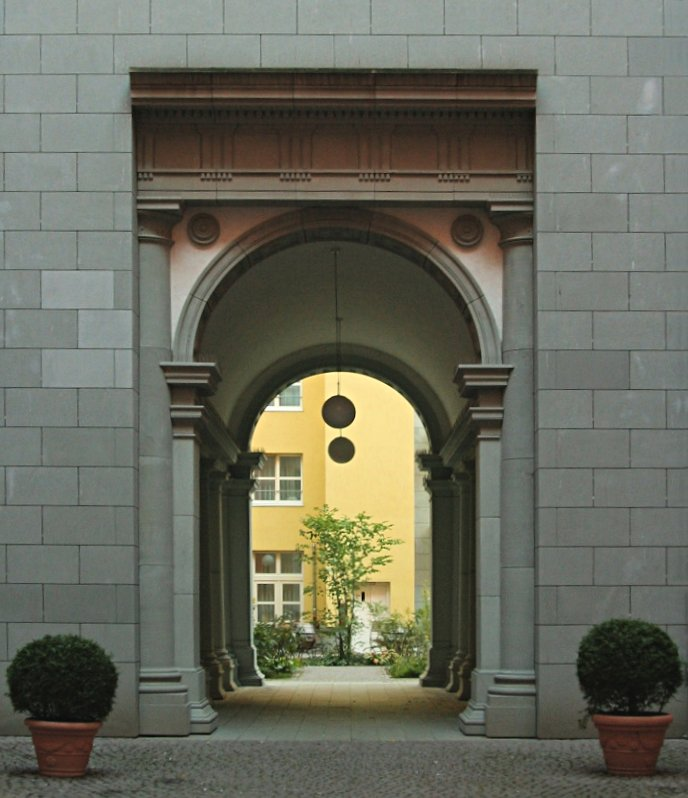

## Основные теоретические работы
- «Архитектура города» («L’architettura della città», 1966)
- «Научная автобиография» («Autobiografia scientifica», 1981)